# A casa loro
A Casa loro  è stato un programma televisivo economico finanziario di Odeon TV condotto dal 1997 al 1998 dalla giornalista Gisella Donadoni. Il programma fu trasmesso anche su Telecampione.
A Casa loro era un magazine di approfondimento economico-finanziario con interviste ad alcuni dei più importanti personaggi dell'industria e delle imprese italiane, sui temi dell'imprenditoria giovanile, sull'occupazione, sugli investimenti, sulla politica economica, sui sistemi bancari e le banche. 